# Against the Wall
Against the Wall is een Amerikaanse thriller uit 1994 onder regie van John Frankenheimer.

## Verhaal
Een nieuwe bewaker in de strenge gevangenis van Attica ondervindt moeilijkheden om de gevangenen onder de duim te houden. Hij wordt ontvoerd tijdens een opstand in de gevangenis en hij verkeert in levensgevaar.

## Rolverdeling
| Acteur                | Personage        |
| --------------------- | ---------------- |
| Kyle MacLachlan       | Michael Smith    |
| Samuel L. Jackson     | Jamaal           |
| Clarence Williams III | Chaka            |
| Frederic Forrest      | Weisbad          |
| Harry Dean Stanton    | Hal              |
| Philip Bosco          | Oswald           |
| Tom Bower             | Ed               |
| Anne Heche            | Sharon           |
| Carmen Argenziano     | Mancusi          |
| Peter Murnik          | Jess             |
| Steve Harris          | Cecil            |
| David Ackroyd         | William Kuntsler |
| Mark Cabus            | Ken              |
| Bruce Evers           | Yates            |
| Joey Anderson         | Mevrouw Willis   |